# Tanner Foust
Temple international de la renommée du sport automobile Télévision: Top Gear USA
Tanner Foust, né le 13 juin 1973 à Denver, est un pilote automobile américain qui s'engage dans diverses compétitions comme le rallye, le rallycross, le drift, la course sur glace ou le Time attack. Il est aussi un des présentateurs de l'émission Top Gear USA et a participé à de nombreux tournages de films en tant que cascadeur.

## Biographie
À l'occasion des festivités pour le centenaire des 500 miles d'Indianapolis en 2011, Tanner Foust a battu le record du monde de saut en longueur en voiture avec un prototype Hot Wheels. Il a également battu le record du monde de vitesse en salle à 140 km/h avec sa Ford Fiesta RallyCross durant l'épisode de Top Gear USA "Tous contre Tanner" .
En 2014, il s'engage pour quelques courses dans le nouveau Championnat du monde de rallycross en complément du Global RallyCross Championship au volant d'une Volkswagen Coccinelle,.

## Palmarès
- X Games Rally

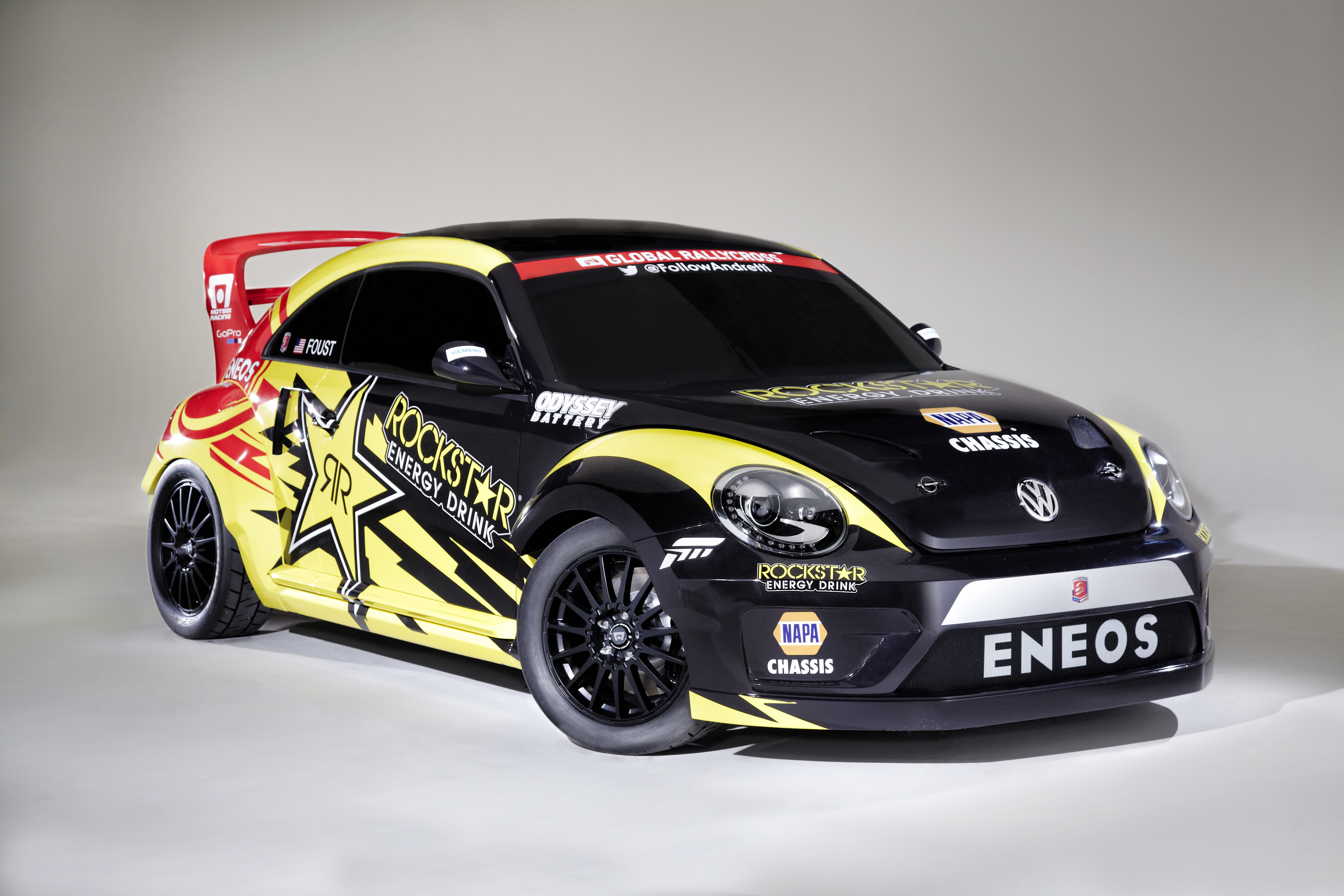
La Volkswagen Coccinelle utilisée par Tanner Foust en Global Rallycross Championship

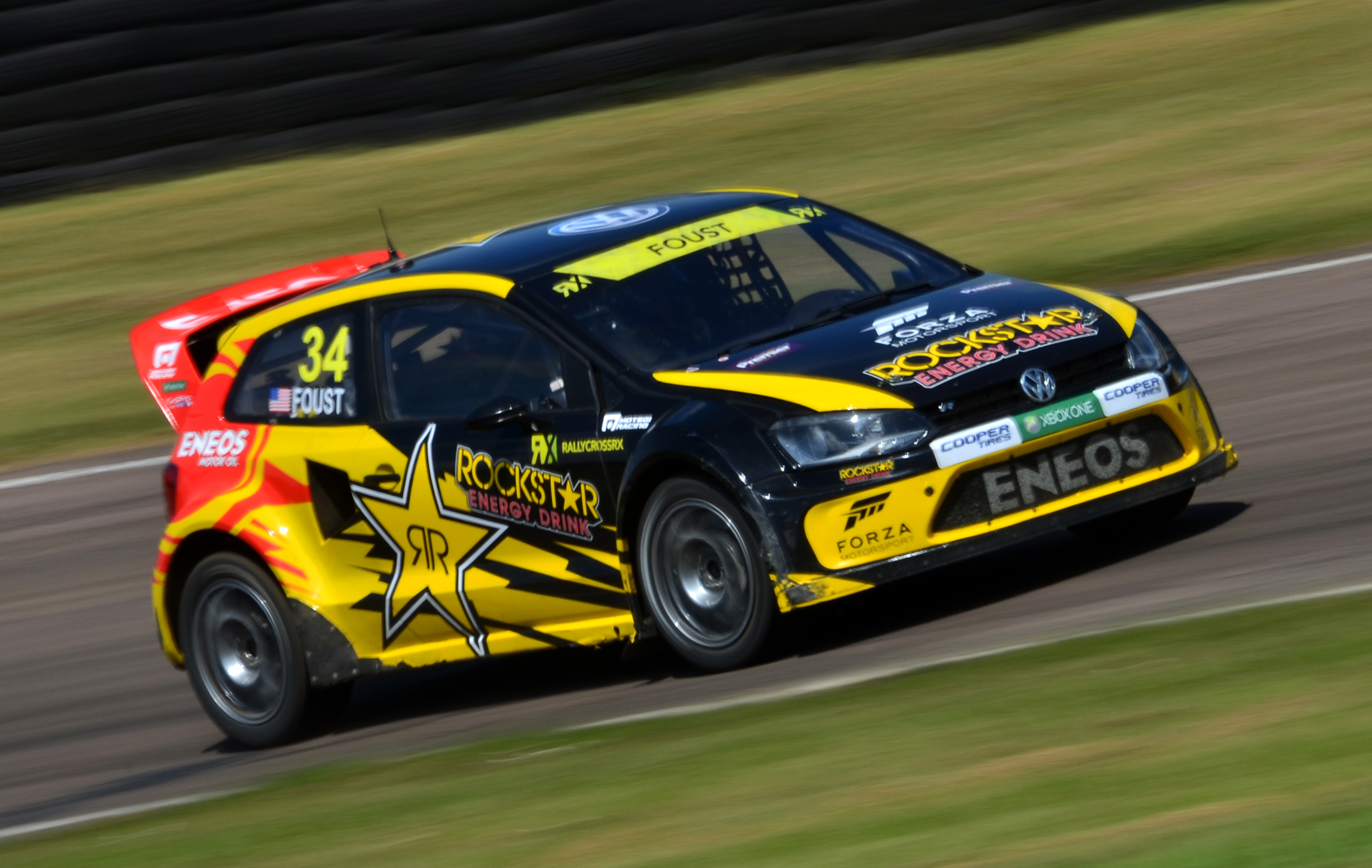
La Volkswagen Polo du championnat du monde de rallycross FIA

  - Quatre fois vainqueur en 2007 (Rally), 2010 (Rally et Super Rally) et 2013

- Global RallyCross Championship
  - Champion en 2011 et 2012

- Championnat d'Europe de rallycross
  - Vice-champion en 2011

- Race of Champions
  - Participation en 2008, 2009 et 2010

- Championnat du monde de rallycross
  - Vainqueur de l'épreuve de Finlande en 2014

## Filmographie

### Acteur

#### Télévision
Séries télévisées
- 2005 : Auto Access : Lui-même - Présentateur (2005-2007)
- 2005 : Formula D : Lui-même (2005-2007)
- 2005 : Rally America : Lui-même (2005-2007)
- 2006 : Import Racers : Lui-même
- 2006 : Master of Champions : Lui-même - Contestant
- 2007 : RM Classic Car Auction : Lui-même - Présentateur
- 2007 : Redline TV : Lui-même - Présentateur
- 2008 : SuperCars Exposed
- 2008 : SuperCars Exposed : Lui-même
- 2009 : Street Customs : Lui-même
- 2010 : Battle of the Supercars : Lui-même
- 2010 : The Tonight Show with Jay Leno : Lui-même
- 2010-2016 : Top Gear USA : Lui-même - Présentateur / Lui-même
- 2011 : Global Rallycross Championship : Lui-même - Driver
- 2011 : Ridiculousness : Lui-même
- 2012 : Good Morning America : Lui-même - Invité
- 2013 : Octane Academy : Lui-même
- 2014 : 5th Gear : Lui-même - Rallycross driver
- 2015 : Top Gear : Lui-même
- 2016-2017 : Motorclub : Lui-même

Téléfilms
- 2007 : Drift: The Sideways Craze : Lui-même
- 2010 : Toyota Pro/Celebrity Race : Lui-même
- 2011 : Hot Wheels: Fearless at the 500 : Lui-même
- 2013 : History Made Now: Wheels of Fortune : Lui-même - Présentateur

### Producteur

#### Télévision
Séries télévisées
- 2016 : Motorclub

### Cascadeur

#### Cinéma
- 2005 : Shérif, fais-moi peur
- 2006 : Fast & Furious: Tokyo Drift
- 2007 : La Vengeance dans la peau
- 2009 : Fast and Furious 4
- 2010 : Iron Man 2
- 2012 : Jason Bourne: L'héritage
- 2012 : L'aube rouge
- 2014 : Need for Speed
- 2015 : Hitman: Agent 47
- 2015 : Straight Outta Compton
- 2017 : The Professional
- 2018 : Fast & Furious Hobbs & Shaw

#### Télévision
Séries télévisées
- 2006 : Les experts: Miami
- 2007 : Dirt
- 2007 : Numb3rs
- 2015 : The 702